# Photostomias guernei
Photostomias guernei es una especie de pez de la familia Stomiidae en el orden de los Stomiiformes.

## Morfología
Los machos pueden llegar alcanzar los 16 cm de longitud total.

## Hábitat
Es un pez de mar y de aguas profundas que vive entre 1.138-3.100 m de profundidad.

## Distribución geográfica
Se encuentra en el  Atlántico occidental (las Antillas y desde los Estados Unidos hasta el Golfo de México el  Atlántico oriental (desde el sur de Portugal hasta Mauritania), el noroeste de la  Atlántico (Canadá), las regiones  tropicales y  templadas del Índico y del Pacífico, y el sureste del Pacífico (Chile ).